# 松山市立椿中学校
松山市立椿中学校（まつやましりつ つばきちゅうがっこう）は、愛媛県松山市にある公立中学校である。

## 沿革
- 1986年4月1日 -  松山市立余土中学校から分離開校。
- 2016年 - 女子生徒の夏服のデザインが変更（吊りスカートの廃止）。
- 2019年 - マンホールトイレを設置。
- 2020年
  - 通学カバン2種類追加。
  - 傘の色の校則変更。
  - ネックウォーマーの色の校則変更。
- 2021年
  - 女子標準服にスラックスを追加。
  - 靴下の色の規定が紺無地、黒無地、白に変更。
- 2025年4月 - 校則変更の予定。

## スローガン
『花咲け、夢咲け、椿咲け』（創立30周年を機に掲げられた）。

## 校歌
- 作詞者:岩井昭
- 作曲者:阿部久孝

（1987年2月14日制定）

## 部活道
設置している部活動は2020年現在以下の通りである。

### 運動部
- 陸上競技部
- 水泳競技部
- 男子バスケット部
- 女子バスケット部
- サッカー部
- ハンドボール部
- 軟式野球部
- 女子バレーボール部
- 男子ソフトテニス部
- 女子ソフトテニス部
- 男子卓球部
- 女子卓球部
- 剣道部

### 文化部
- 吹奏楽部
- 茶道部
- 美術部
- 競技かるた部
- 理科部

## 通学区域
2020年7月14日現在は以下の通りである。
- 市坪南1 - 3丁目
- 市坪北1・2丁目
- 市坪西町
- 和泉南1 - 6丁目
- 古川北1 - 4丁目
- 古川西1 - 3丁目
- 古川南
  - 1丁目（椿宮団地（1番23・25 - 28・31号、2番 - 6番）を除く）
  - 2・3丁目

## 進学前小学校
- 松山市立椿小学校
- 松山市立石井北小学校

## 出身者
- 野本梨佳 - バレーボール選手